# Dimocarpus
Dimocarpus é um género botânico pertencente à família Sapindaceae.

## Espécies
| - Dimocarpus longan 1. | |
| Ícone de esboço        | Este artigo sobre a ordem Sapindales, integrado no Projeto Plantas é um esboço. Você pode ajudar a Wikipédia expandindo-o. |